# Португалија на Дечјој песми Евровизије
Португалија је први пут учествовала на Дечјој песми Евровизије 2006. која се одржала у Букурешту, престоници Румуније.

## Представници
| Година    | Извођач(и)       | Песма                                | Пласман          | Поени            |
| --------- | ---------------- | ------------------------------------ | ---------------- | ---------------- |
| 2006      | Pedro Madeira    | Deixa-me sentir                      | 14               | 22               |
| 2007      | Jorge Leiria     | Só quero é cantar                    | 16               | 15               |
| 2008–2016 | Није учествовала | Није учествовала                     | Није учествовала | Није учествовала |
| 2017      | Mariana Venâncio | Youtuber                             | 14               | 54               |
| 2018      | Rita Laranjeira  | Gosto de Tudo (Já Não Gosto de Nada) | 18               | 42               |
| 2019      | Joana Almeida    | Vem comigo (Come with Me)            | 16               | 43               |
| 2020      | Није учествовала | Није учествовала                     | Није учествовала | Није учествовала |
| 2021      | Simão Oliveira   | O Rapaz                              | 11               | 101              |
| 2022      | Nicolas Alves    | Anos 70                              | 8                | 121              |
| 2023      | Julia Machado    | Where I Belong                       | 13               | 75               |
| 2024      | Victoria Nicole  | Esperança                            | 2                | 213              |
| 2025      | Ines Gonçalves   |                                      |                  |                  |